# Západní křídlo
Západní křídlo (v anglickém originále The West Wing) je americký dramatický televizní seriál z prostředí americké politiky, jehož autorem je Aaron Sorkin. Premiérově ho vysílala stanice NBC v letech 1999–2006. Pojednává zejména o jednotlivých členech štábu amerického prezidenta, o fiktivním americkém prezidentovi Josiahu Bartletovi a také jeho rodině. Děj seriálu se z velké části odehrává v Západním křídle Bílého domu.
Seriál získal čtyři ceny Emmy v kategorii nejlepší televizní drama a jeden čas se řadil mezi divácky nejpopulárnější americké seriály.

## Obsazení
- Rob Lowe jako Sam Seaborn – zástupce ředitele komunikace v Bílém domě, později z Bílého domu odejde, aby kandidoval do Kongresu
- Moira Kelly jako Mandy Hampton – bývalá přítelkyně Joshe Lymana a mediální konzultantka Bílého domu
- Dulé Hill jako Charlie Young – původně osobní asistent prezidenta, následně pracuje pro ředitele kanceláře Bílého domu
- Allison Janney jako C. J. Cregg– tisková mluvčí a po čase ředitelka kanceláře Bílého domu
- Richard Schiff jako Toby Ziegler – ředitel komunikace v Bílém domě, později propuštěn kvůli vyzrazení tajných informací
- John Spencer jako Leo McGarry – ředitel kanceláře Bílého domu, následně poradce prezidenta a kandidát na viceprezidenta USA
- Bradley Whitford jako Josh Lyman – zástupce ředitele a později ředitel kanceláře Bílého domu
- Martin Sheen jako Josiah Bartlet – prezident USA
- Janel Moloney jako Donna Moss – hlavní asistentka zástupce ředitele kanceláře Bílého domu, po čase ředitelka kanceláře první dámy USA
- Stockard Channing jako Abbey Bartlet – první dáma Spojených států amerických
- Joshua Malina jako Will Bailey – pracuje pro Tobyho Zieglera, později ve funkci zástupce ředitele komunikace. Následně zastává post ředitele kanceláře viceprezidenta a další funkce.
- Mary McCormack jako Kate Harper – zpravodajská analytička, po čase náměstkyně poradce pro národní bezpečnost
- Jimmy Smits jako Matt Santos – kongresman, následně kandidát na prezidenta a prezident USA
- Alan Alda jako Arnold Vinick – senátor, později republikánský kandidát na prezidenta, následně ministr zahraničí
- Kristin Chenoweth jako Annabeth Schott – zástupkyně tiskové mluvčí Bílého domu, později členka týmu Santosovy prezidentské kampaně a nakonec tisková mluvčí nové první dámy

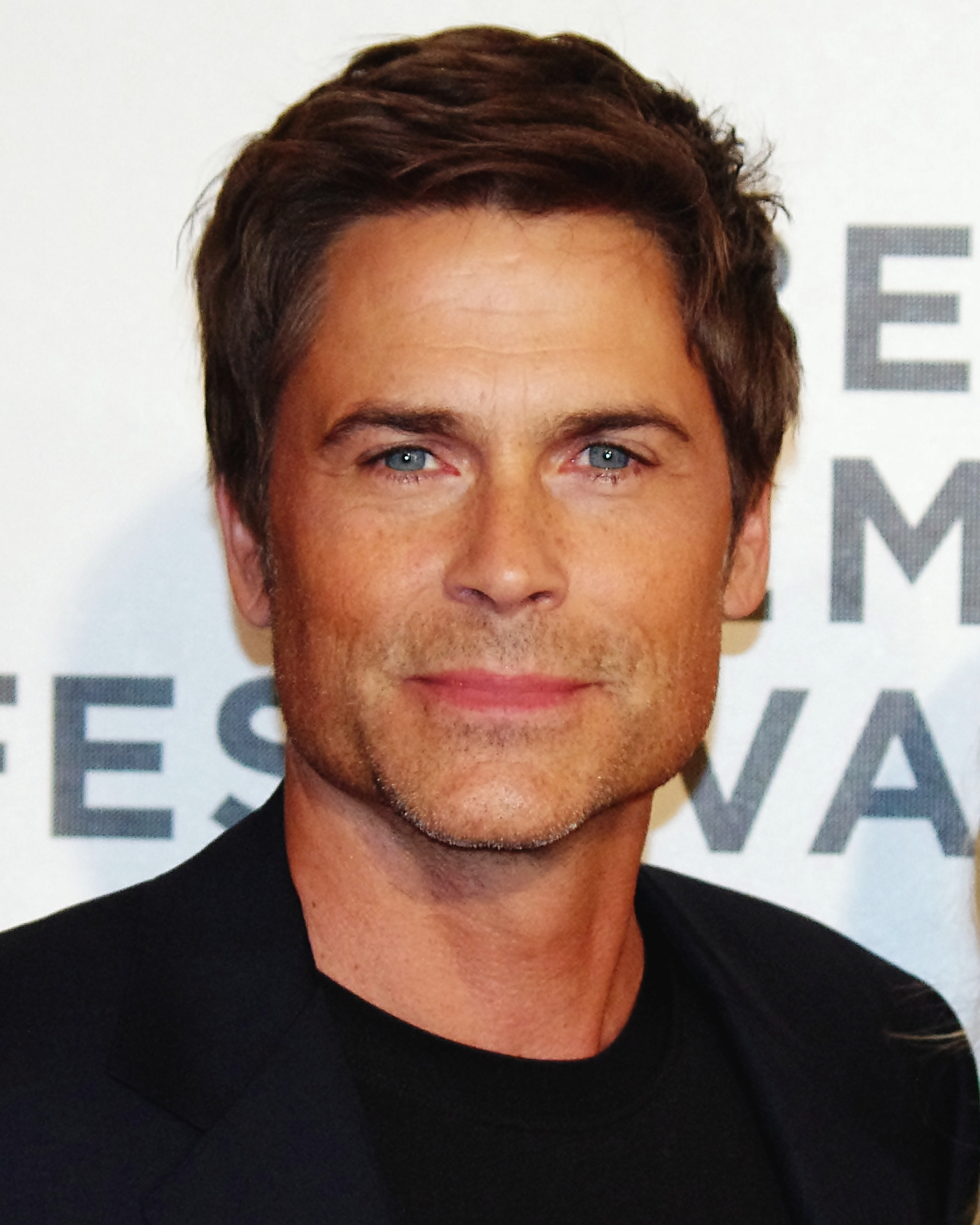
Rob Lowe
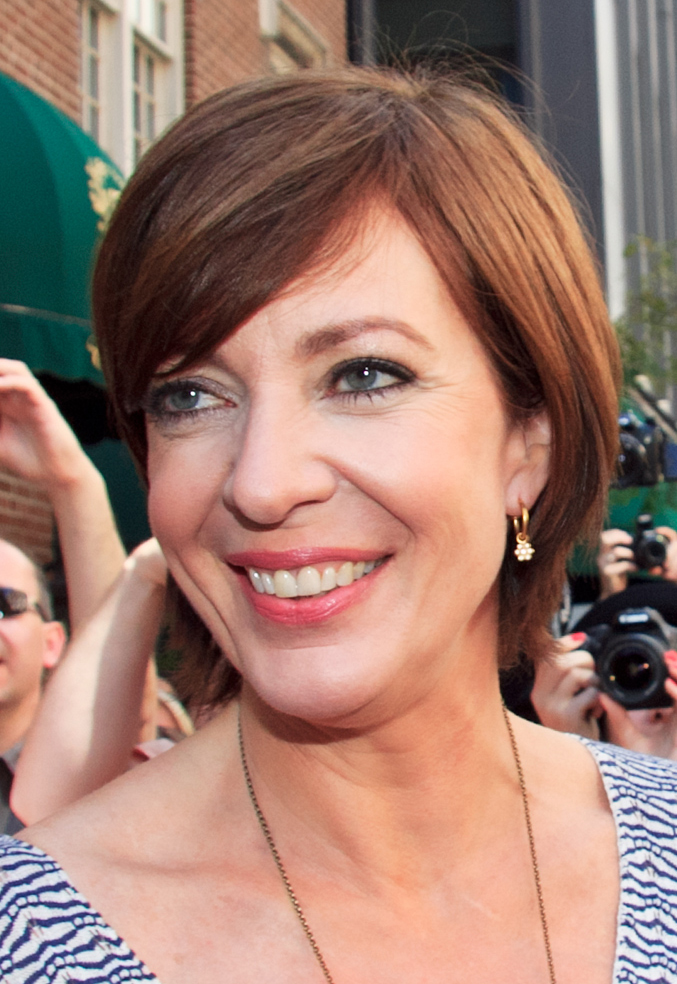
Allison Janney
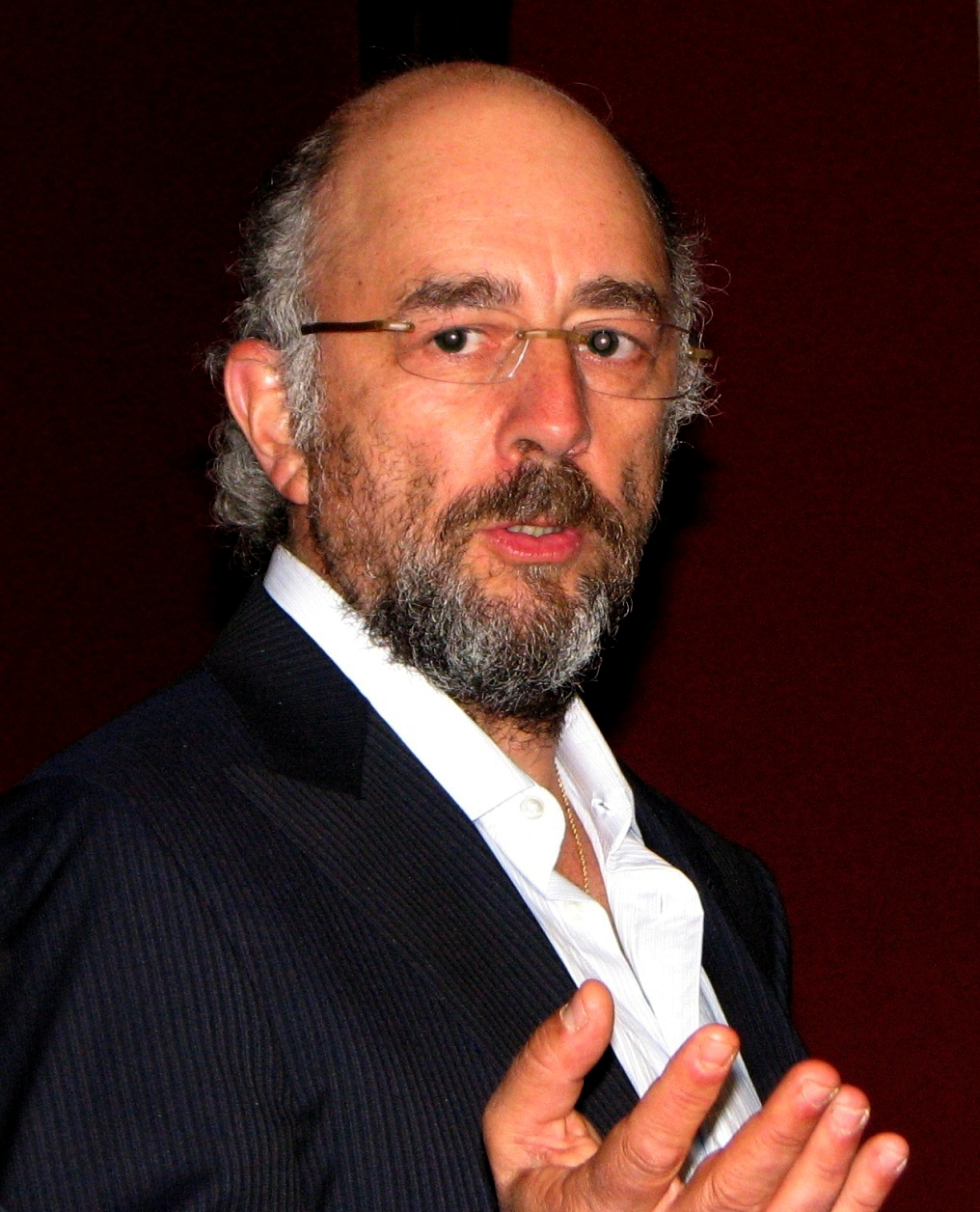
Richard Schiff
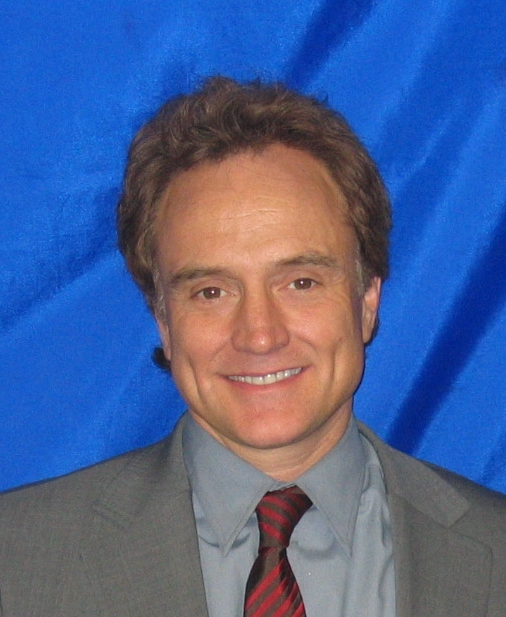
Bradley Whitford
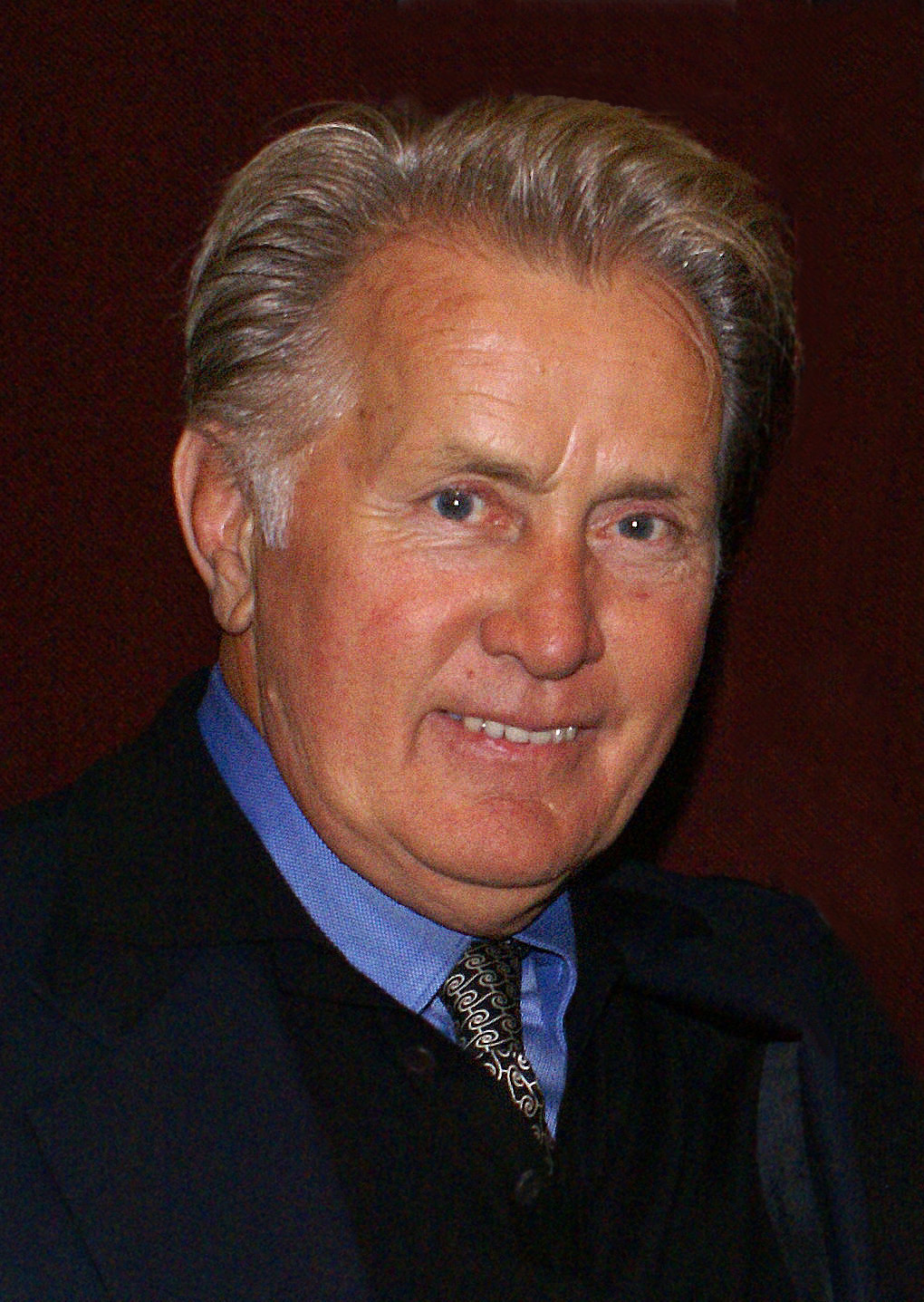
Martin Sheen
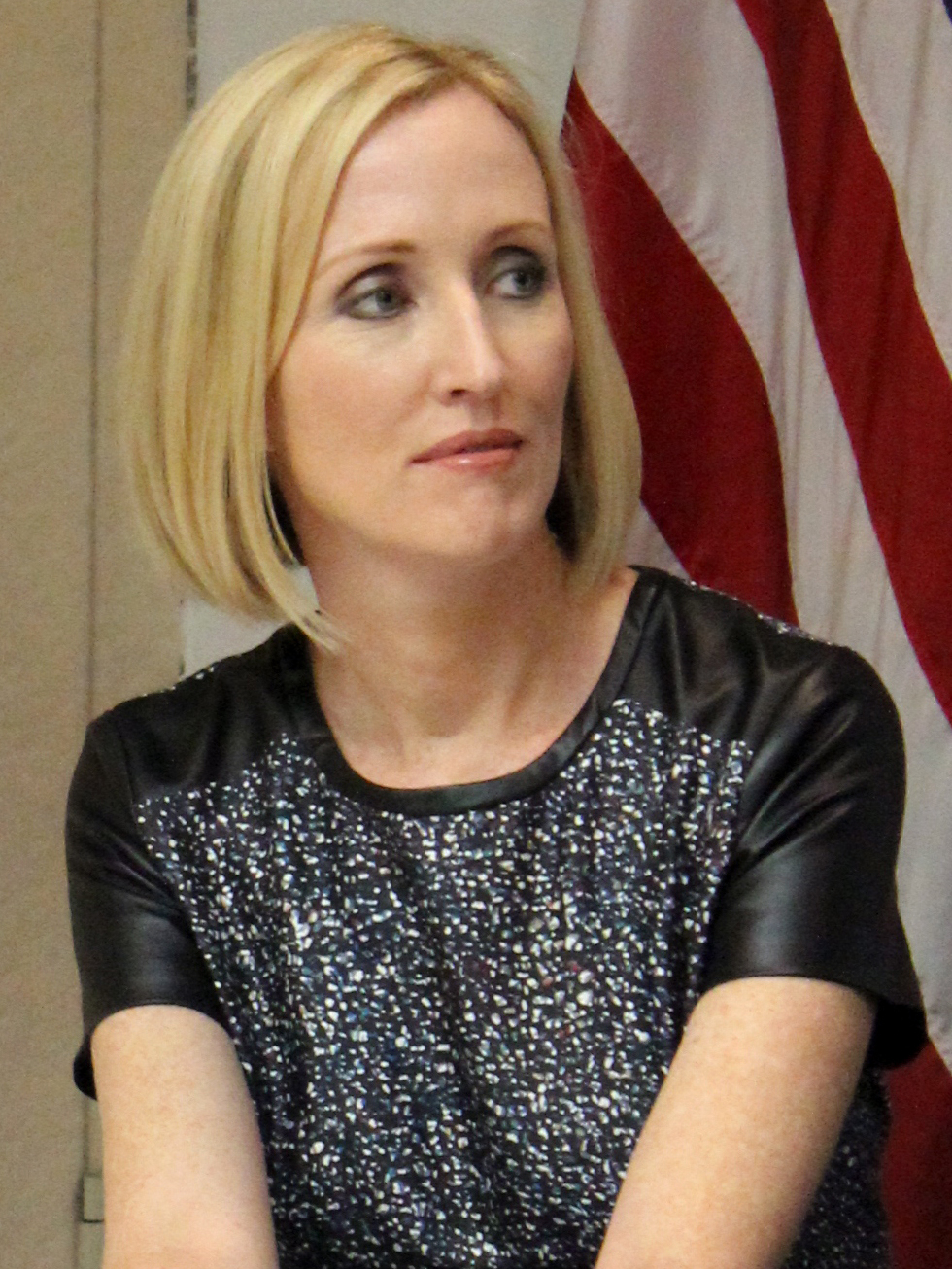
Janel Moloney